# San Nicolás de Presidio
San Nicolás de Presidio är en ort i Mexiko.   Den ligger i kommunen Tepehuanes och delstaten Durango, i den centrala delen av landet, 900 km nordväst om huvudstaden Mexico City. San Nicolás de Presidio ligger 1 769 meter över havet och antalet invånare är 213.
Terrängen runt San Nicolás de Presidio är huvudsakligen kuperad, men åt nordost är den bergig. San Nicolás de Presidio ligger nere i en dal. Runt San Nicolás de Presidio är det mycket glesbefolkat, med 6 invånare per kvadratkilometer. Närmaste större samhälle är Santa Catarina de Tepehuanes, 11,3 km nordväst om San Nicolás de Presidio. Trakten runt San Nicolás de Presidio består i huvudsak av gräsmarker.